# 技術素養
技術素養（英語：Technology Literacy）是使用、管理、理解、評估技術的能力。 技術素養與數字素養相關，因為當一個人精通使用電腦等設備來存取互聯網時，數字素養使他們能夠以網絡瀏覽器、資料庫，線上期刊、雜誌、報紙、部落格、社交媒體網站來發現、檢視、評估、建立、使用資訊。

## 教科文组织与技术素养
聯合國教科文組織是以確保教育工作者在其教学的各个方面都使用技術，為世界各地的學生帶來技術素養為目標的組織。學生越是熟悉那些技術，越會使用之來改善生活。
他们在2011年出版了《教师ICT能力框架》，其聚焦於课堂上的技术素养。该出版物于2018年更新，以反映不断发展的ICT能力（信息和通信技术）。该框架已在全球范围内用于发展信息通信技术，包括教育政策、教师标准、评估标准、课程设计、课程软件开发。更新后，其聚焦於展示技术素养框架如何應用在拉丁美洲和加勒比地区一所大学的ICT学士课程和由当地培训学院提供的副学士学位课程當中。技术素养是副学士学位和教育学学士学位头两年的重点。當中會讲授一些技能和知识，包括如何操作计算机硬件，学习硬件组件和外部设备（例如笔记本电脑，打印机，存储设备）的术语和功能，以及如何在计算机故障时进行故障排除。若不了解這些，那麼使用者就很容易感到恐惧。另一个重点主题是文字处理，其中包括文字处理器的工作方式，与打字机的区别，如何在计算机上使用文字处理器软件，如何格式化文档以及如何检查语法和拼写。 
2016年，教科文组织详细介绍了教师在提供信息通信技术教育时如何在课堂上展示技术素养。教师将：
- 描述和演示文字处理器的基本任务和用途，例如文本输入、编辑文本、格式化文本和打印，描述和展示演示软件等数字资源的目的和基本功能。
- 描述图形软件的目的和基本功能，并使用图形软件包创建简单的图形显示。
- 描述互联网和万维网，详细说明其用途，并描述浏览器的工作方式以及使用URL来访问网站，使用搜索引擎。
- 创建一个电子邮件帐户，并将其用于持续的一系列电子邮件通信，使用常见的通信和协作技术，例如电子邮件、文本消息、视频会议、基于Web的协作和社交环境。
- 使用联网的记录保存软件参加会议，提交成绩并维护学生记录。
- 查找现成的软件包、教程、练习、练习软件、Web资源，以确保它们的准确性和与课程标准的一致性，并使它们与特定学生的需求相匹配。 [4]

2019年5月9日，联合国教科文组织开罗办事处启动了一项技术素养项目，向生活在吉萨省的150-200位15至35岁的文盲妇女教授基本的识字技能、生活技能、法律赋权。 

## 资料来源
本条目包含了自由内容作品内的文本。 在CC BY-SA 3.0 IGO下释出（许可证声明）: 《UNESCO ICT Competency Framework for Teachers, Version 3》, 53-55, UNESCO, UNESCO. UNESCO Digital Library. 欲了解如何向维基百科条目内添加开放许可证文本，请见这里；欲知如何重用本站文字，请见使用条款。 
 本条目包含了自由内容作品内的文本。 在CC BY-SA 3.0 IGO下释出（许可证声明）: 《Diverse approaches to developing and implementing competency-based ICT training for teachers: a case study》, 132, UNESCO Office Bangkok and Regional Bureau for Education in Asia and the Pacific, UNESCO. UNESCO Digital Library. 欲了解如何向维基百科条目内添加开放许可证文本，请见这里；欲知如何重用本站文字，请见使用条款。 